# Jamie Hails
Jamie Hails, (Sydney, Nueva Gales del Sur, 23 de enero de 1992) es un cantante y compositor australiano, conocido por ser el vocalista de la agrupación de metalcore Polaris. Hails ha llevado a cabo las voces de tres álbumes de estudio (The Mortal Coil, The Death of Me y Fatalism), como también los dos primeros trabajos de la banda, (siendo los EP de Dichotomy y The Guilt & the Grief).

## Vida personal
Hails nació en la ciudad de Sydney el 23 de enero de 1992, creciendo junto a su madre. De joven creció escuchando a grupos como Slipknot, Avenged Sevenfold, Bullet For My Valantine, Green Day o Foo Fighters, aprovechando en todo momento para poder ensayar las canciones de dichos grupos con su guitarra. Todo esto, a la edad de 15 años. Más tarde en la escuela secundaria, conocería a los que serían sus compañeros en su actual agrupación, Polaris.
Actualmente, está casado con Victoria Jade, con la que tiene una hija, Libby.

## Carrera musical
La carrera musical como vocalista de Hails comenzó allá en el año 2012, influenciada por las bandas mencionadas anteriormente, cuando Daniel Furnari y Jake Steinhauser le reclutaron para formar parte de la agrupación. Tras su integración a la banda, se les uniría Matt Steinhauser, hermano de Jake, para finalizar esta formación inicial con James West. Tras grabar "Summit" la mayor parte del EP "Dichotomy", la banda decide buscar un nuevo guitarrista, por lo que Hails encuentra al joven Ryan Siew para probarlo, el cual finalmente se convertiría en guitarrista de la banda con tan solo 16 años.
Por esa época, el australiano explicó: "Solamente hacíamos dos conciertos cada fin de semana en Sydney, lo que se convertiría posteriormente en una pequeña escena de fans que nos seguirían allá donde fuéramos para darnos apoyo".
Tras dos años componiendo el siguiente EP de la banda intercalando con girar por Australia, finalmente lanzarían el 3 de marzo de 2015 un sencillo llamado "Unfamiliar". Hails llevaría al grupo a la costa norte de Nueva Gales para grabar el que sería su segundo EP, "The Guilt & The Grief" el cual sería lanzado en Enero de 2016 y alcanzaría el Top 34 en las listas de ARIA.
Solamente un año más tarde (Noviembre de 2017) los australianos lanzaron el primer álbum de la banda, siendo este "The Mortal Coil". El álbum recibirá muy buenas críticas en los siguientes meses, por lo que Hails afirmaría que se sentía más que identificado con el, como si de un vínculo se tratase.